# La Vallalta
|  | Aquest article tracta sobre la vall de la serra de Marina. Vegeu-ne altres significats a «Vallalta (desambiguació)». |

La Vallalta (Vall Alta) és una estreta vall als contraforts del massís del Montnegre al Maresme. Transcorre entre els municipis d'Arenys de Munt, Canet de Mar i Sant Pol de Mar, a la riba de la mateixa riera, i hi trobem Sant Iscle de Vallalta i Sant Cebrià de Vallalta, pobles d'accés al Montnegre. La petita vall és un indret d'una gran bellesa i tranquil·litat. Entre turons que acaronen el mar, entre la platja i la muntanya, es produeix un microclima que ha fet de l'indret un lloc ideal per viure. La Vallalta s'ha conegut arreu pel conreu de les maduixes; cada any, pel mes de maig, les cinc poblacions esmentades celebren la Fira de la Maduixa.
Antigament a la vall hi havia hagut un llac, que a la seva zona central tenia una fondària de 25 metres, on desembocaven les rieres de Vallalta, Vallfogona i Sant Andreu. Les aigües del llac sobreeixien i queien en cascada cap al port natural de Sant Pol.